# 몬스터 팜의 등장인물 목록
다음은 몬스터 팜의 등장인물 목록이다.

## 주요 등장인물
사쿠라 겐키
성우 - 요코야마 치사/박영남
본 작품의 주인공으로 12세의 초중학생 소년이다. 친구와 몬스터를 돌본다.
홀리
성우 - 코우다 마리코/양정화
피닉스라는 전설의 몬스터 위치를 찾는 14세 소녀. 시리즈 초반에 그녀는 게임처럼 더 빈정대며 재치가 있지만, 시리즈가 진행됨에 따라 점차 내성적으로 변한다. 